# جوردان بيلفورت
جوردان روس بيلفورت (بالإنجليزية: Jordan Belfort)‏ هو مؤلف أمريكي، ومتحدث تحفيزي، وسمسار سابق من أصل يهودي. في عام 1999 أقر بأنه مذنب في جرائم الاحتيال والجرائم ذات الصلة في التلاعب في سوق الأسهم. وهو يعد أشهر محتال في عالم البورصة الأمريكية. تم الحكم عليه بالسجن أربع أعوام قضى منها اثنان وعشرون شهراً فقط. بعد خروجه من السجن عرف كمتحدث لامع ومدرب مبيعات عالي المستوى. وقد صنع اسماً لامعاً في عالم تنمية المهارات وتحفيز الذات من خلال القاء المحاضرات في الجامعات والندوات على الجماهير الأمريكية. قام بكتابة مذكراته على جزئين ذئب وول ستريت (بالإنجليزية: The Wolf of Wall Street)‏ وبعدها قام بكتابة الجزء الثاني من الكتاب اصطياد ذئب وول ستريت (بالإنجليزية: Catching the Wolf of Wall Street)‏.
قام المخرج العالمي مارتن سكورسيزي بتحويل قصة حياة جوردان إلى فيلم ذئب وول ستريت، صدر في 25 ديسمبر 2013 في الولايات المتحدة، وفي يناير 2014 في الشرق الأوسط

## النشأة
ولد بيلفورت في عام 1962 في منطقة برونكس في مدينة نيويورك وهو من عائلة يهودية والداه ليه وماكس بيلفورت كلاهما محاسبين. وتربى في بايسيد، كوينز. بين إكمال المرحلة الثانوية والبدء في الكلية، حصل بيلفورت وصديقه القريب من الطفولة إليوت لووينسترن على 20,000$ دولار من بيع الجليد الإيطالي من مبردات الستايروفوم إلى الناس على الشاطئ المحلي. ذهب بيلفورت إلى الجامعة الأمريكية ودرس علم الأحياء لفترة قليلة. خطط بيلفورت لإستخدام المال المكتسب مع لووينسترن لدخول ثمن مدرسة طب الأسنان، والتحق بعدها في كلية طب الأسنان بجامعة ميريلاند، وهي أقدم مدرسة طب الأسنان في الولايات المتحدة. ومع ذلك فقد تركها غادر بعد أن قال له عميد المدرسة في أول يوم له في الكلية: «العصر الذهبي لطب الأسنان قد انتهى، وإذا كنت هنا ببساطة لأنك تبحث لجعل الكثير من المال، فأنت في المكان الخطأ». فهو كان يريد أن يجني الكثير من المال وحلمه أن يصبح مليونير

## الحياة الشخصية
كان بيلفورت متزوج دينيس لومباردو. لكنه خلال فترة تشغيله للأعمال في ستراتون أوكمونت، طلق بيلفورت زوجته الأولى دينيس لومباردو. وتزوج في وقت لاحق نادين كاريدي، وهي من مواليد بريطانيا، باي ريدج، إلتقى ببروكلين في أحد الحفلات. لديه طفلان منها. وقد انفصل كل من بيلفورت وكاريدي في نهاية المطاف عقب ادعاءات العنف العائلي التي غذتها مشاكله في إدمان المخدرات والشؤون مع نساء أخريات. طلقوا في عام 2005.
كان بيلفورت المالك النهائي لليخت الفاخر الذي كان لزوجته نادين والذي هو أصلا بني لكوكو شانيل في عام 1961. تم تغيير اسم اليخت لكاريدي. في يونيو 1996 غرق اليخت قبالة الساحل الشرقي لسردينيا. وتم إنقاذ جميع الذين كانوا على متن السفينة من وحدة القوات الخاصة البحرية الإيطالية. وقال بيلفورت إنه أصر على الإبحار في الرياح العارمة بناء على نصيحة من قائده، مما أدى إلى غرق السفينة عندما حطمت الأمواج الجهة الأمامية.
وفي عام 2015 خطب بيلفورت شريكته التي هي معه منذ فترة طويلة آن كوبه

## المحادثات التحفيزية
ألقى بيلفورت خطابات تحفيزية، وشمل ذلك إعطاء ندوات عبر جولة في أستراليا بعنوان «الحقيقة وراء نجاحه»، بالإضافة إلى ندوات أخرى. في مقابلة استمرت 60 دقيقة حول مسيرته الجديدة، قال بيلفورت عن حياته السابقة أن «أسفه الأكبر هو فقدان الناس المال»، وفي مقابلة ما سأله صحفي إذا كانت معاملاته المالية الحالية شرعية فقال انه اقتحم مجموعة. وهو يدير أيضاً حلقات دراسية عن المبيعات بعنوان «علم النفس لدى جوردان على التوالي». عندما بدأ يتحدث أولاً، ركز إلى حد كبير على الدافع والأخلاق، ثم انتقل تركيزه على مهارات المبيعات وريادة الأعمال
تدار إتصالاته من خلال شركته غلوبال موتيفاتيون. واعتباراً من عام 2014 كان بيلفورت يقضي ثلاثة أسابيع من كل شهر على الطريق للتحدث عن التعاقدات. وكان دائماً الموضوع الرئيسي لندوة ما يتضمن أهمية أخلاقيات الأعمال والتعلم منها (الأخطاء التي ارتكبها خلال التسعينات)، مثل الاعتقاد بأنه كان له ما يبرره في التهرب من قواعد المنظمين الماليين ببساطة لأنه كان أمراً شائعاً. كانت رسوم التحدث لكل ندوة حوالي 30,000 $ - 75,000 $، ويمكن أن تكون رسومه لكل ندوة للمبيعات 80,000 $ أو أكثر. الموضوع الرئيسي لحلقاته الدراسية هو ما أسماه «نظام خط مستقيم»، وهو نظام المشورة للمبيعات. Some وقد رد بعض المراجعين سلبا على مضمون الندوة، وعلى وجه التحديد سرد بيلفورت لقصص من التسعينات

## في وسائل الإعلام
في عام 2013 تم إنتاج فيلم ذئب وول ستريت وهو يحكي قصة جوردان بيلفورت وكيف استطاع بناء شركة ستراتون أوكمونت وتم عمله على أساس مذكرات جوردان بيلفورت التي كتبها وهو في السجن.

ملصق فيلم ذئب وول ستريت

الفيلم من إخراج مارتن سكورسيزي. وبطولة ليوناردو دي كابريو بدور جوردان بيلفورت وجوناه هيل بدور دوني أزوف وهي شخصية خيالية (المراد منها بيان شخصية داني بوروش) الذي كان جوردان بيلفورت يعتمد عليه بشكل فضفاض. حقق الفيلم ما يقارب 400 مليون دولار أمريكي

## وصلات خارجية
- جوردان بيلفورت على موقع IMDb (الإنجليزية)
- جوردان بيلفورت على موقع ألو سيني (الفرنسية)
- جوردان بيلفورت على موقع أول موفي (الإنجليزية)
- جوردان بيلفورت على موقع قاعدة بيانات الأفلام السويدية (السويدية)
- جوردان بيلفورت على موقع إن إن دي بي (الإنجليزية)
- جوردان بيلفورت على موقع قاعدة بيانات الفيلم (الإنجليزية)
- جوردان بيلفورت على موقع كينوبويسك (الروسية)

- الموقع الرسمي لجوردان بيلفورت